# Tandlaån
Tandlaån är ett vattendrag som förbinder Tandlaviken av Hjälmaren med Hagbysjön.
Ån genomflyter en dalgång på vars norra sida ligger kuperad jordbruksbygd medan södra sidan avgränsas av branta sluttningar och enstaka högre berg som Hultberget. Större delen av dalgången utgjordes tidigare av översvämningsmarker mer starrgräs. De odlades under 1800-talet upp och dränerades. Idag är större delen av området betesmark.
I området finns flera fornlämningar, stenådersboplatser finns bland annat vid torpet Ålläng under Lundby och vid Tandlaviken. Bronsåldersrösen och skärvstenshögar finns spridda längs höjdpartierna mellan Ålläng och Hyndevadsström längre västerut. Flera fornborgar finns längs dalgången, en av de större finns på Hultberget vid Tandersten där spår av bosättning påträffats i borgen. Nedanför denna på bergets östsida finns fem husterrasser från järnåldern. Vid gården Berga står en runsten, Södermanlands runinskrifter 93.